# Революційна організація 17 листопада
Революційна організація 17 листопада — радикальна ліва група, що виникла в 1975 році і названа на честь студентського повстання в Греції в листопаді 1973 року.
Виступає проти США та НАТО взагалі, проти наявності в Греції американських військових баз і проти турецької військової присутності на Кіпрі. Діє тільки в Греції. Лідер групи — Александрос Гіотопулос.
У 80-ті роки 20 ст. терористи здійснили низку гучних вбивст членів уряду Греції та американських представників в країні. У 90-ті роки бойовики групи стали нападати і на представників європейських інституцій в Афінах і на європейців-бізнесменів, які вкладають капітал у Грецький бізнес. Найвідоміший теракт — вбивство британського аташе в Греції Стівена Саундерс в 2000 році.
У період активної діяльності угруповання не було численним, діяло переважно в Афінах і прилеглій до столиці області. Спочатку терористи використовували при нападах ручну вогнепальну зброю, пізніше — вибухівку і ракети.

## Жертви
Частковий список жертв терористів:
- Павлос Бакоянніс — грецький політик, член «Нової демократії». Чоловік нинішнього міністра закордонних справ Греції Дори Бакоянні.
- Елефтеріос Пападімітріу — також член «Нової демократії», депутат грецького парламенту.
- Стівен Саундерс — британський аташе.
- Георгос Петсос — депатат парламенту, міністр, член ПАСОК.
- Нікос Момфферратос — власник національної грецької газети «Апогевматіні».
- Михаїл Вранопулос — голова Національного банку Греції та інші.